# Mark Metcalf
Mark Howes Metcalf, född 11 mars 1946 i Findlay i Ohio, är en amerikansk skådespelare inom film och TV, som oftast brukar spela rollen som antagonistiska och kränkta auktoritetsfigurer. Han är mest känd för rollen som den sadistiske ROTC-konstapeln Douglas C. Neidermeyer i den amerikanska komedifilmen Deltagänget från 1978, en karaktär som han sex år senare emulerade i Twisted Sisters bägge musikvideos till låtarna "We're Not Gonna Take It" och "I Wanna Rock". Han är också känd för att spela rollen som The Maestro i två stycken avsnitt av sitcomserien Seinfeld, samt för sin återkommande roll som Mästaren (engelska: The Master), i den övernaturliga dramaserien Buffy och vampyrerna och dess spinoffserie Angel.
Metcalf flyttade tillsammans med sin dåvarande hustru Elizabeth "Libby" Wick och deras gemensamma son Julius Metcalf, till orten Bayside i Wisconsin år 2000, detta efter att ha bott en tid i Los Angeles. Väl där så startade och drev de bägge makarna en restaurang vid namn Libby Montana, som låg belägen i den närliggande grannorten Mequon. När Metcalf sedan ansökte om skilsmässa från hustrun Libby under år 2003, så förblev hon ensam ägare till denna restaurang, vilket var från år 2006 till år 2024. År 2013 bestämde han sig dessutom för att flytta till staden Missoula i Montana, detta för att komma närmare sin och Libbys son Julius, som på den tiden var elev på University of Montana.
Metcalf är sedan länge en aktiv förespråkare inom Alzheimers sjukdom och dess pågående forskning, samt dess ökade medvetenhet.

## Filmografi (i urval)

### Filmer
- 1977 – Julia
- 1978 – Deltagänget
- 1979 – Chilly Scenes of Winter
- 1980 – Where the Buffalo Roam
- 1983 – The Final Terror
- 1985 – The Heavenly Kid
- 1986 – One Crazy Summer
- 1988 – Mr. North
- 1991 – Oscar
- 1996 – The Stupids
- 1999 – Drive Me Crazy
- 2002 – Sorority Boys
- 2018 – A Futile and Stupid Gesture

### TV-serier
- 1981 – Spanarna på Hill Street (TV-serie)
- 1983 – Hotellet (TV-serie)
- 1986 – One Life to Live (TV-serie)
- 1988 – Miami Vice (TV-serie)
- 1991 – Lagens änglar (TV-serie)
- 1991 – Fortsätt drömma (TV-serie)
- 1993 – Renegade (TV-serie)
- 1994 – Silk Stalkings (TV-serie)
- 1994 – Walker, Texas Ranger (TV-serie)
- 1994 – Touched by an Angel (TV-serie)
- 1995 – Melrose Place (TV-serie)
- 1995 – Seinfeld (TV-serie) (även 1996)
- 1996 – Ensamma hemma (TV-serie)
- 1997 – Ally McBeal (TV-serie) (även 1998)
- 1997–2002 – Buffy och vampyrerna (TV-serie)
- 1998 – Star Trek: Voyager (TV-serie)
- 1999 – På heder och samvete (TV-serie)
- 2000 – Angel (TV-serie)
- 2009 – Mad Men (TV-serie)